# Мемориальные доски на киевских зданиях

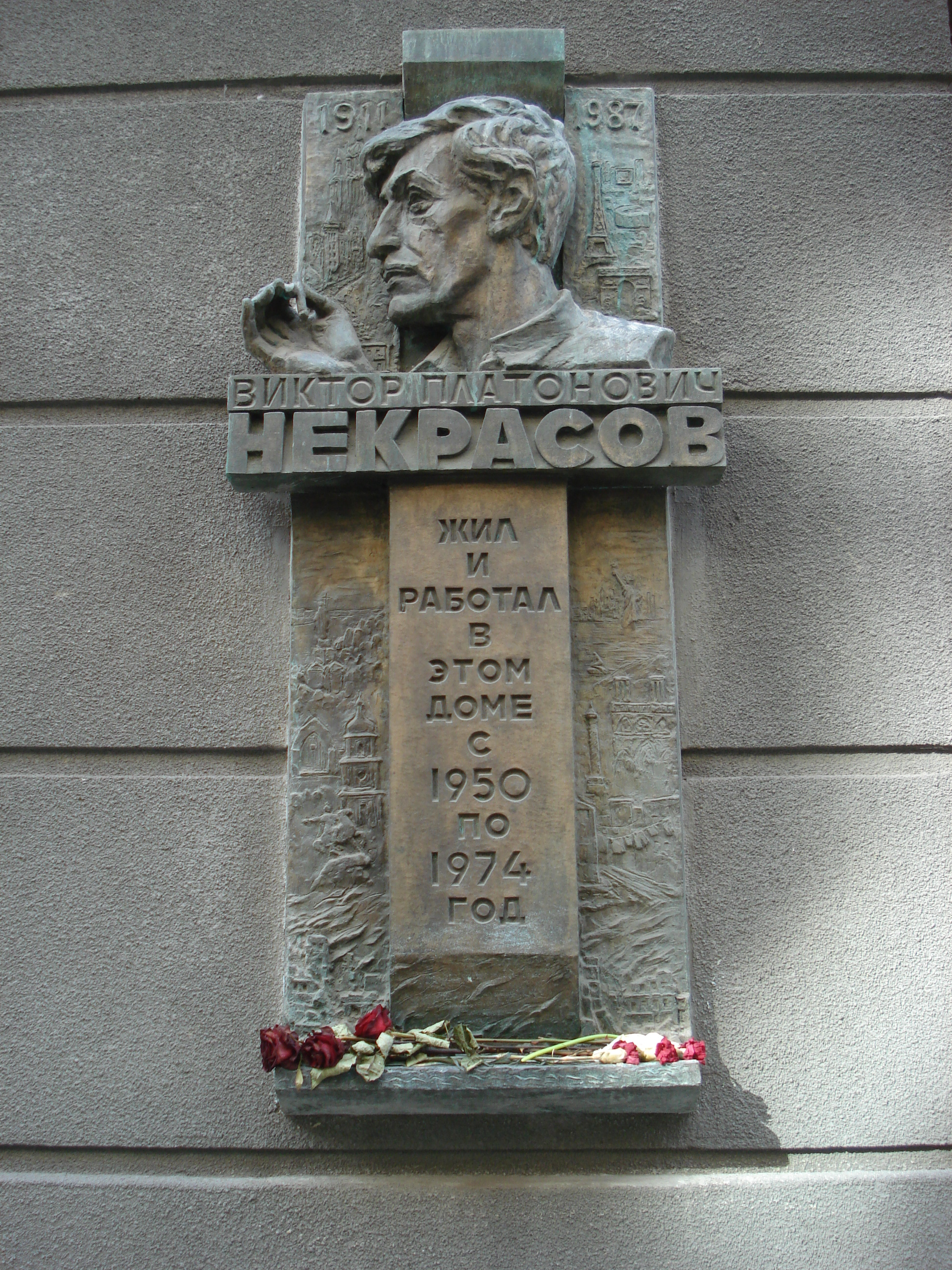
Мемориальная доска В. Некрасову в Киеве, Крещатик,15.

Мемориальные доски на киевских зданиях — памятные доски которые установлены на зданиях в Киеве. Первая памятная доска в Киеве была торжественно открыта в 1925 году. С тех пор на фасадах киевских зданий их было установлено около тысячи.

## История
Первая доска была вмонтирована в стену Троицкого народного дома (ул. Красноармейская, 53) по случаю 20-й годовщины революционных событий 1905 года. Её текст гласил: «1905 г. В этом доме организованы первые профсоюзы рабочих Киева».
В декабре того же года открылись ещё две мемориальные доски. Обе были приурочены к 100-летию восстания декабристов, которое произошло в Санкт-Петербурге в 1825 году. Одну доску установили на фасаде Контрактового дома на Подоле, другую — у входа в изящный особняк по улице Революции, 14/1. Лаконичная надпись сообщала, что в этих зданиях в 1820-е годы собирались первые русские революционеры. Автор всех трёх досок, открытых в 1925 году — скульптор Бернард Кратко.
В 1929 году на фасаде проходной Киевского электровагоноремонтного завода появилась доска из белого мрамора, на которой золотыми буквами было выведено: «1879—1929. 50 лет назад рабочие Киевских главных мастерских провели первый победной забастовку против капиталистов». Во время Второй мировой войны эта доска оказалась сильно повреждённой, поэтому в 1947 году её заменили. В том же 1947 году в Киеве было открыто ещё несколько мемориальных досок.
На фасаде Управления Юго-Западной железной дороги (ул. Лысенко, 6) появилась мраморная доска, увековечивающая забастовку железнодорожников 1905 года. На фасаде Театра музкомедии открыли ещё одну доску — как и предыдущая, она была посвящена революционным событиям: «Здесь в 1905 году находился Народный дом, где проходили собрания и митинги демократических организаций г. Киева». Впрочем, в 1979 году доска показалась властям очень скромной и была заменена на доску посолиднее. Тогда же стали появляться и доски в честь деятелей искусств и учёных. Так, в 1947-м киевляне почтили память выдающегося лётчика Петра Нестерова, который сделал в киевском небе первую в истории авиации «мёртвую петлю», названную впоследствии его именем. На доме по ул. Московской, 5, в котором он жил в 1914 году, появилась мраморная памятная доска. Это была первая доска, которая не имела отношения к политике. Через три десятилетия, в 1977 году, её заменили гранитной плитой с бронзовым барельефным портретом лётчика.
В 1948 году открыли доски писателю Михаилу Коцюбинскому (бульвар Тараса Шевченко, 17) и композитору Виктору Косенко (ул. Михаила Коцюбинского, 9).
В декабре 1952 года на так называемом «домике Петра» (ул. Константиновская, 6/8) установили памятную доску, о том, что в этом двухэтажном особняке в 1706—1707 годах останавливался основатель Российской империи Пётр I. В 1965 году её заменили новой — пороскошнее, с портретом русского императора. Но в действительности оказалось, что «домик Петра» был построен в 1743 году, поэтому самодержец здесь никак не мог остановиться. В 1990-е годы доску демонтировали.
С середины 1950-х годов, после смерти Сталина, в городе начали довольно часто открываться различные памятные доски. Одни увековечивали память учёных: академика Заболотного (1955), основателя Академии наук Украины Владимира Вернадского (1963), конструктора первых в мире космических кораблей Сергея Королёва (1968), пионера отечественного дирижаблестроения Фёдора Андерса (1970); другие — выдающихся театральных деятелей: Панаса Саксаганского (1953), Марии Заньковецкой (1953), Николая Садовского (1957), Марка Кропивницкого (1958), Амвросия Бучмы (1962); третьи — писателей: Михаила Старицкого (1955), Остапа Вишни (1957), Александра Куприна (1958), Шолом-Алейхема (1959) и других.

## «Рекордсмены»
Многим известным людям столица установила по несколько памятных досок. Больше всего — поэтессе Лесе Украинке, доски которой в разные годы открывались на восьми зданиях. Пребывание в Киеве Тараса Шевченко отмечено пятью досками. Такое же их число посвящено физиологу, академику Александру Богомольцу (четыре из них — на улице, носящей его имя).
По четыре памятных доски установлены автору романа «Как закалялась сталь» Николаю Островскому и композитору Филиппу Козицкому. Академик Евгений Патон, писатель Александр Бойченко, государственный деятель Григорий Петровский, разведчик Иван Кудря и композитор Николай Лысенко «получили» в Киеве по три памятных доски. По две доски были установлены в честь следующих персон: Николай Кащенко, Даниил Заболотный, Александр Палладин, Николай Стражеско, Николай Щорс, Марко Вовчок, Иван Франко, Александр Довженко и другие.
Немецкому революционеру Карлу Либкнехту, который никогда не был в Киеве, советская власть открыла три памятные доски, причём все в один день — 8 декабря 1965 года. Надписи на них разъясняли прохожим, кто такой Либкнехт, именем которого была названа улица.

## Скульпторы
Над созданием памятных досок работали известные советские украинские скульпторы: Билык Николай Ильич, Довгань Борис Степанович, Декерменджи Михаил Дмитриевич, Годулян Константин Васильевич, Кавалеридзе Иван Петрович, Кущ Анатолий Васильевич,Марченко Николай Дмитриевич, Рапай Николай Павлович, Скобликов, Александр Павлович, Шаповал Николай Павлович и другие.

## Список памятных досок
- Маршалу Жукову

1. Доска на здании Министерства обороны Украины. (Скульптор О. П. Скобликов, арх. А. Ф. Игнащенко. Установлена в 1977 году.
2. Две памятные доски маршалу Жукову по улице Маршала Жукова. 4 Мая 2008 года доска была залита коричневой краской, а 16 января 2012 года, ночью, были полностью уничтожены обе памятные доски маршалу Жукову. 4 мая 2012 доски были восстановлены.

- Заболотному Владимиру Игнатьевичу. Софийская площадь 2.

### Утраченные доски
- Доска Александра Александровича Мурашко.